# Bataille de Cannes (1018)
Pour les articles homonymes, voir Bataille de Cannes (homonymie).
Guerres byzantino-normandes
Batailles
- Cannes (1018)
- Olivento (1041)
- Montemaggiore (1041)
- Montepeloso (1041)
- Bari (1068-1071)
- Dyrrachium (1081)
- Larissa (1083)
- Dyrrachium (1107-1108)
- Brindisi (1156)
- Thessalonique (1185)
- Démétritzès (1185)

La bataille de Cannes eut lieu en 1018 entre les Byzantins, sous le Catépan d'Italie Basile Boioannes (en), et les Lombards, sous Melus de Bari.

## Histoire
Les Lombards avaient recruté des mercenaires normands sous leur chef Gilbert Buatère. La bataille a eu lieu au même endroit où Hannibal Barca anéantissait l’armée romaine en 216 av. J.-C.
La bataille a été désastreuse pour les Lombards. Melus de Bari s'est enfui vers les États pontificaux et ensuite vers la cour de Henri II du Saint-Empire à Bamberg, où il mourut quelques années plus tard. Les Normands ont perdu leur chef, Gilbert Buatère, et la plupart de leur groupe.
Le reste de ce groupe de Normands faisait probablement partie des premiers Lombards qui se sont installés dans le Mezzogiorno, dont la majeure partie à la fin du XIe siècle était sous contrôle normand.

## Représentation dans les arts et la culture

### Jeu vidéo
- La bataille de Cannes est l'objet du troisième scénario de la campagne byzantine d'Age of Empires II: DE.